# オロト酸
オロト酸（オロトさん、Orotic acid）は、乳清から発見された複素芳香環化合物。またはオロット酸・オロチン酸・ウラシル6-カルボン酸とも呼ばれる。アルコール発酵成就残物からネズミの成長促進因子としても発見されたのでビタミンB13とも呼ばれるが、人間を含む多くの高等動物は生合成できるので必須ビタミンではない。化学式はC5H4N2O4、分子量は156.10、融点345-346℃の白色の固体。CAS登録番号は[65-86-1]。
有機化学的にはオキサロ酢酸モノエステルと尿素をメタノール中で縮合して合成される。
生化学的にはピリミジン塩基の生合成中間体で、ジヒドロオロト酸からジヒドロオロト酸デヒドロゲナーゼによって誘導され、オロト酸ホスホリボシルトランスフェラーゼによってオロチジン一リン酸となる。ピリミジンの代謝に問題があると尿中に排出され、オロト酸尿症となる。これは知的障害を伴う遺伝病である。